# 리알토 (리구리아주)

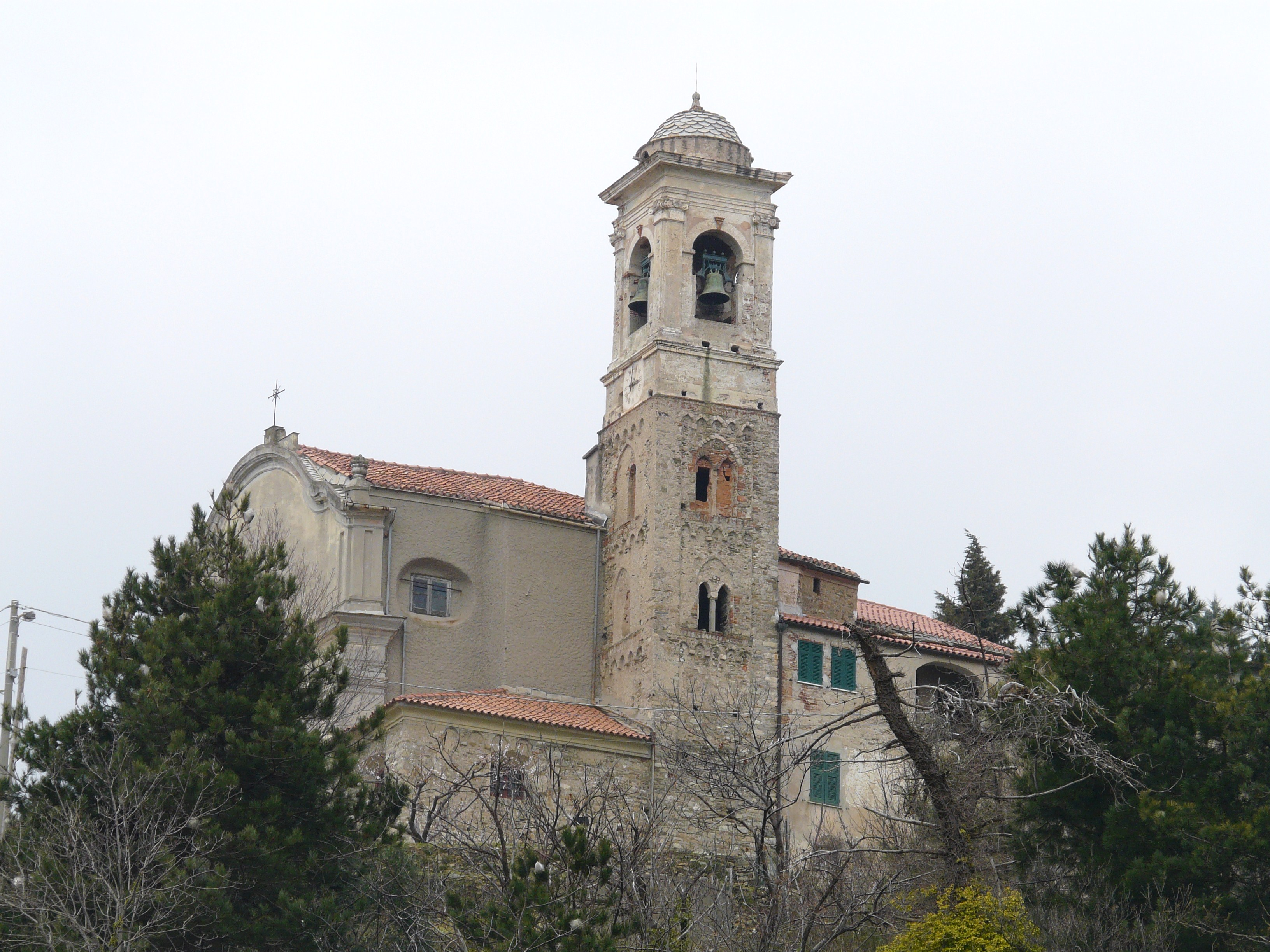
리알토

리알토(Rialto)는 이탈리아 리구리아주 사보나도에 위치한 도시로, 인구는 570명이다.